# IC 4254
IC 4254 је спирална галаксија у сазвјежђу Хидра која се налази на листи објеката дубоког неба у Индекс каталогу.
Деклинација објекта је - 27° 13' 19" а ректасцензија 13h 27m 45,3s. Привидна величина (магнитуда) објекта IC 4254 износи 14,8 а фотографска магнитуда 15,6. IC 4254 је још познат и под ознакама ESO 509-17, AM 1324-265, DRCG 28-75, PGC 47176.